# NGC 3053
NGC 3053 је спирална галаксија у сазвежђу Лав која се налази на NGC листи објеката дубоког неба.
Деклинација објекта је + 16° 26' 0" а ректасцензија 9h 55m 33,6s. Привидна величина (магнитуда) објекта NGC 3053 износи 12,8 а фотографска магнитуда 13,7. NGC 3053 је још познат и под ознакама UGC 5329, MCG 3-25-40, CGCG 92-74, CGCG 93-1, IRAS 09528+1640, PGC 28631.